# Qi Zhong Stadium
Le Qi Zhong Stadium (en chinois : 上海旗忠森林体育城网球中心) ou Qizhong Forest Sports City Arena est une enceinte sportive, où se sont déroulés entre 2005 et 2008 les Tennis Masters Cup de Shanghai, puis depuis 2009 le Masters 1000 de Shanghai. 

## Histoire
Le complexe s'étend sur 80 hectares au sud-ouest de Shanghai, dans le district de Minhang. Il possède un toit en acier comprenant huit pétales pouvant se rétracter en huit minutes. Cela fait ressembler le stade à un magnolia, la fleur de la ville de Shanghai. Ce toit permet au stade d'accueillir des évènements tennistiques en extérieur et en intérieur. La capacité du stade est de 15 000 personnes. Il a été spécialement conçu pour accueillir les ATP World Tour Finals entre 2005 et 2008. Il représentait le plus grand stade de tennis en Asie jusqu'à la construction de l'Olympic Green Tennis Center à Pékin.
Depuis 2009, le stade accueille le Masters de Shanghai nouvellement créé. Il a aussi accueilli les équipes des Cavaliers de Cleveland et du Magic d'Orlando lors de leur tournée en Chine en 2007.